# 1870 in Zwitserland
Dit artikel beschrijft het verloop van 1870 in Zwitserland.

## Ambtsbekleders
De Bondsraad was in 1870 samengesteld als volgt:
| Naam | Naam                         | Partij    | Kanton       | Functie                                                                      |
| ---- | ---------------------------- | --------- | ------------ | ---------------------------------------------------------------------------- |
|      | Jakob Dubs                   | radicalen | Zürich       | Bondspresident in 1870; hoofd van het Departement van Politieke Zaken        |
|      | Karl Schenk                  | radicalen | Bern         | Vicebondspresident in 1870; hoofd van het Departement van Binnenlandse Zaken |
|      | Paul Cérésole                | radicalen | Vaud         | Hoofd van het Departement van Financiën (vanaf 1 februari 1870)              |
|      | Jean-Jacques Challet-Venel   | radicalen | Genève       | Hoofd van het Departement van Posterijen                                     |
|      | Melchior Josef Martin Knüsel | radicalen | Luzern       | Hoofd van het Departement van Justitie en Politie                            |
|      | Wilhelm Matthias Naeff       | radicalen | Sankt Gallen | Hoofd van het Departement van Handel en Douane                               |
|      | Emil Welti                   | radicalen | Aargau       | Hoofd van het Departement van Militaire Zaken                                |

De Bondsvergadering werd voorgezeten door:
| Naam | Naam               | Partij              | Kanton  | Functie                                                            |
| ---- | ------------------ | ------------------- | ------- | ------------------------------------------------------------------ |
|      | Joachim Heer       | gematigde liberalen | Glarus  | Voorzitter van de Nationale Raad (tot 1 februari 1870)             |
|      | Fridolin Anderwert | radicalen           | Thurgau | Voorzitter van de Nationale Raad (van 4 juli tot 24 december 1870) |
|      | Johan Weber        | radicalen           | Bern    | Voorzitter van de Kantonsraad (tot 1 februari 1870)                |
|      | Abraham Stocker    | gematigde liberalen | Luzern  | Voorzitter van de Kantonsraad (van 4 juli tot 24 december 1870)    |

## Gebeurtenissen

Zicht op Klosters (kanton Graubünden) in 1870.

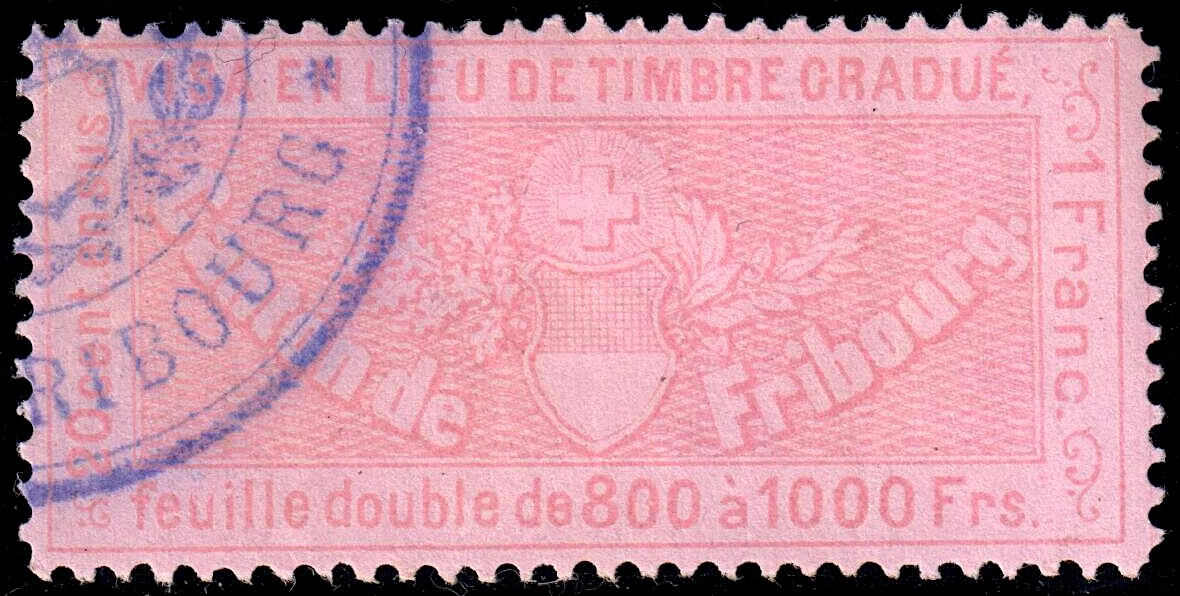
Fiscaal zegel uit het kanton Fribourg uit 1870.

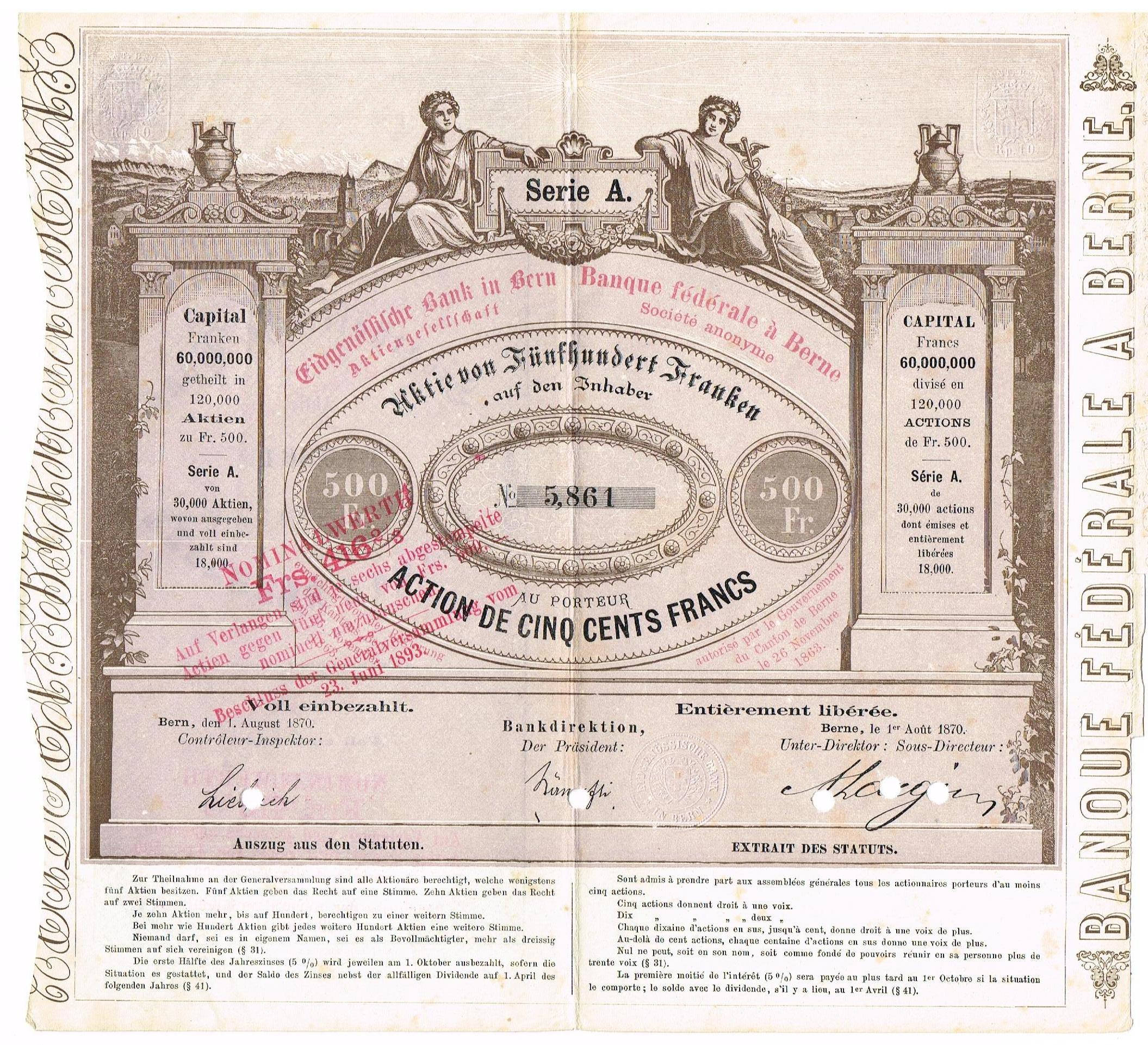
Zwitserse staatsobligatie uit 1870.

- De krant Allmann verandert zijn naam in Der Freisinnige. Deze krant is de voorloper van de Zürcher Oberländer.
- De Kantonnale Bank van Graubünden wordt opgericht.

### Januari
- 1 januari: Vanwege het vroegtijdige overlijden van Victor Ruffy heeft Zwitserland voorlopig geen bondspresident.
- 3 januari: Oprichting van de spoorwegmaatschappij Wädenswil-Einsiedeln-Bahn in Wädenswil (kanton Zürich).
- 12 januari: In Luzern (kanton Luzern) wordt de Vereinigten Dampfschiffgesellschaft des Vierwaldstättersees opgericht, een onderneming die scheepvaart op het Vierwoudstedenmeer organiseert.

### Februari
- 1 februari: Bij de Bondsraadsverkiezingen van 1870 wordt Paul Cérésole verkozen tot lid van de Bondsraad, als opvolger van de in december 1869 overleden Victor Ruffy. Net zoals zijn voorganger is Cérésole afkomstig uit het kanton Vaud. Hij neemt het Departement van Financiën voor zijn rekening. Jakob Dubs werd verkozen als bondspresident en Karl Schenk als vicebondspresident voor het verdere verloop van het jaar 1870.[5]
- 15 februari: De Kantonnale Bank van Zürich opent zijn eerste loket.
- 24 februari: Er woedt een zware brand in het dorp Domat/Ems (kanton Graubünden). Daarbij worden 45 woningen verwoest.

### Maart
- 12 maart: In Zürich (kanton Zürich) wordt de werkgeversorganisatie Schweizerischen Handels- und Industrieverein opgericht, het huidige Economiesuisse.
- 13 maart: De sociaaldemocraat Herman Greulich richt de eerste socialistische partij op, een voorloper van de Sociaaldemocratische Partij van Zwitserland.

### Mei
- 16 mei: In Maienfeld (kanton Graubünden) breekt er brand uit waarbij 18 woningen in vlammen opgaan.

### Juni
- 20 juni: Na de Gotthardconferentie in 1969 neemt de Bondsraad de definitieve beslissing om de Gotthardtunnel te boren.
- 24 juni: Opening van de spoorlijn Wil - Ebnat Kappel, ook de Toggenburgerbahn genoemd, tussen Wil (kanton Sankt Gallen) en Ebnat-Kappel (kanton Sankt Gallen).

### Juli
- 1 juli: Oprichting van de spoorwegmaatschappij Chemin de fer de Jougne à Eclépens en opening van het Viaduct van Day.
- 10 juli: In Neuchâtel gaat het federale zangfeest van start.
- 15 juli: Vanwege de nakende oorlog tussen twee buurlanden van Zwitserland, met name tussen het Tweede Franse Keizerrijk en het Koninkrijk Pruisen, vraagt de Bondsraad speciale volmachten aan de beide kamers van de Zwitserse Bondsvergadering.
- 16 juli: De Bondsraad benadrukt de neutraliteit van Zwitserland en kondigt de mobilisatie aan van vijf divisies.
- 19 juli: De Frans-Duitse Oorlog van 1870 breekt uit. De Bondsvergadering gaat over tot de verkiezing van Hans Herzog tot generaal en aanvoerder van de Zwitserse strijdkrachten.

### Oktober
- 1 oktober: De postkaart doet zijn intrede bij de Zwitserse posterijen.
- 9 oktober: Oprichting van de Jura Federatie in Saint-Imier (kanton Bern).

### December
- 1 december: Er wordt een federale volkstelling georganiseerd. Zwitserland telt op dit moment 2.655.001 inwoners.
- 30 december: Na financieel wanbeheer en nalatigheid staakt de Kantonale Bank van Vaud al zijn werkzaamheden.

## Geboren
- 19 januari: Jeanne Vuilliomenet-Challandes, feministe en journaliste (overl. 1938)
- 18 mei: Paul Altherr, kunstschilder (overl. 1928)
- 5 juni: Bernard de Pourtalès, zeiler, olympisch kampioen (overl. 1935)
- 6 juni: Marguerite Champendal, arts (overl. 1928)
- 28 augustus: Gustav Altherr, politicus (overl. 1954)
- 30 november: Henri Roorda, Zwitsers-Nederlands publicist (overl. 1925)
- 25 december: Jeanne Schwyzer-Vogel, feministe (overl. 1944)

## Overleden
- 2 februari: Gonzalve Petitpierre, journalist en politicus (geb. 1805)
- 4 februari: Joseph Hornung, kunstschilder (geb. 1792)
- 9 februari: Heinrich Escher, jurist en hoogleraar (geb. 1789)
- 27 maart: Henri Ladame, natuurkundige (geb. 1807)

1848
· 1849
· 1850
· 1851
· 1852
· 1853
· 1854
· 1855
· 1856
· 1857
· 1858
· 1859
· 1860
· 1861
· 1862
· 1863
· 1864
· 1865
· 1866
· 1867
· 1868
· 1869
· 1870
· 1871
· 1872
· 1873
· 1874
· 1875
· 1876
· 1877
· 1878
· 1879
· 1880
· 1881
· 1882
· 1883
· 1884
· 1885
· 1886
· 1887
· 1888
· 1889
· 1890
· 1891
· 1892
· 1893
· 1894
· 1895
· 1896
· 1897
· 1898
· 1899
· 1900
· 1901
· 1902
· 1903
· 1904
· 1905
· 1906
· 1907
· 1908
· 1909
· 1910
· 1911
· 1912
· 1913
· 1914
· 1915
· 1916
· 1917
· 1918
· 1919
· 1920
· 1921
· 1922
· 1923
· 1924
· 1925
· 1926
· 1927
· 1928
· 1929
· 1930
· 1931
· 1932
· 1933
· 1934
· 1935
· 1936
· 1937
· 1938
· 1939
· 1940
· 1941
· 1942
· 1943
· 1944
· 1945
· 1946
· 1947
· 1948
· 1949
· 1950
· 1951
· 1952
· 1953
· 1954
· 1955
· 1956
· 1957
· 1958
· 1959
· 1960
· 1961
· 1962
· 1963
· 1964
· 1965
· 1966
· 1967
· 1968
· 1969
· 1970
· 1971
· 1972
· 1973
· 1974
· 1975
· 1976
· 1977
· 1978
· 1979
· 1980
· 1981
· 1982
· 1983
· 1984
· 1985
· 1986
· 1987
· 1988
· 1989
· 1990
· 1991
· 1992
· 1993
· 1994
· 1995
· 1996
· 1997
· 1998
· 1999
· 2000
· 2001
· 2002
· 2003
· 2004
· 2005
· 2006
· 2007
· 2008
· 2009
· 2010
· 2011
· 2012
· 2013
· 2014
· 2015
· 2016
· 2017
· 2018
· 2019
· 2020
· 2021
· 2022
· 2023